# Polaroid

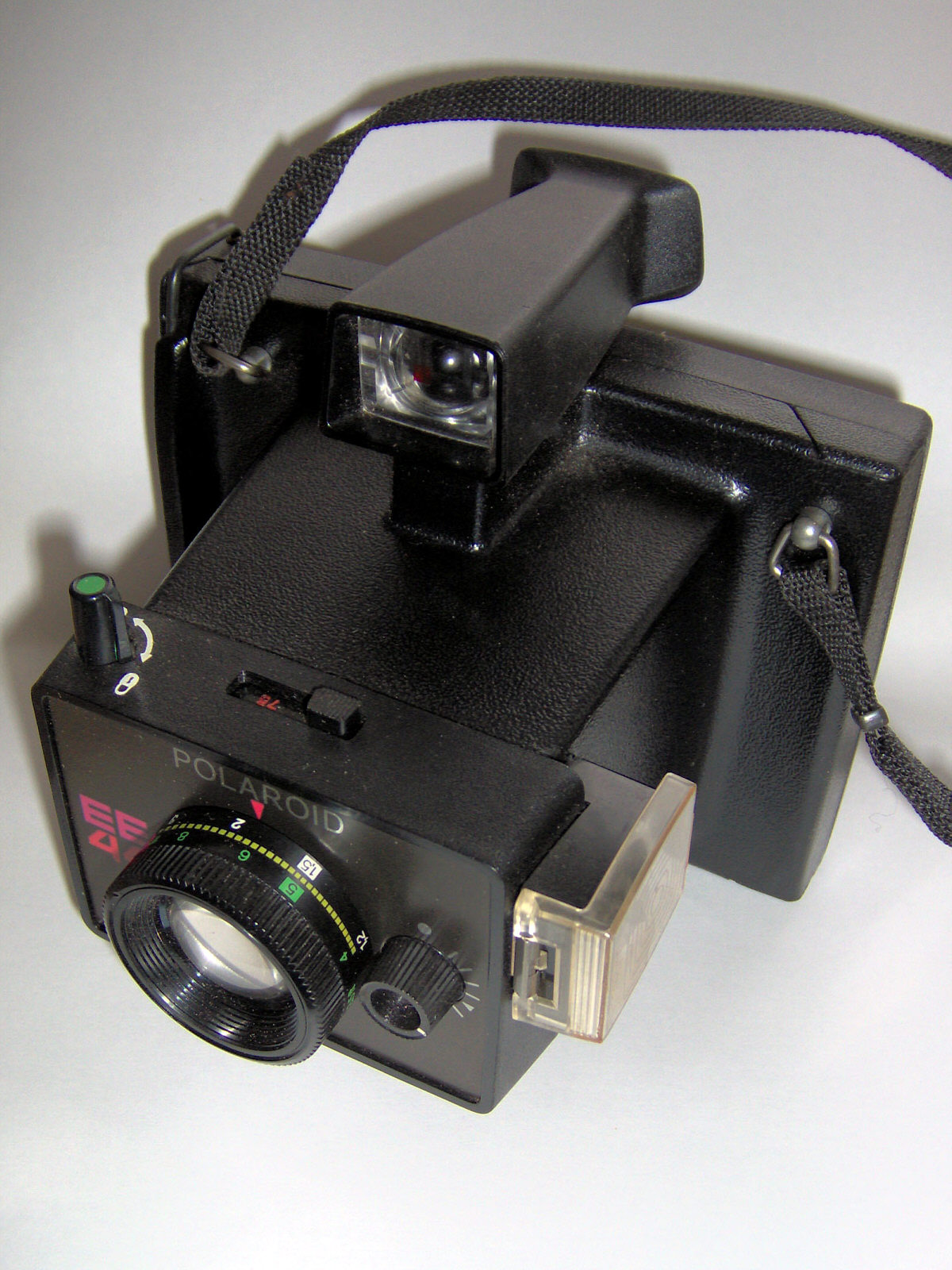
La Polaroid Electric Eye 44.

Polaroid era una compañía estadounidense dedicada a la fabricación y distribución de cámaras y película fotográfica instantánea.

## Historia
En 1928, el joven Edwin H. Land desarrollaría el primer filtro polarizador sintético. Tras varios años de desarrollo, en 1932 fundaría los laboratorios Land-Wheelwright, que en 1935 adoptarían la denominación actual de Polaroid.
La comercialización del producto comenzó en 1937. Tenía tantas aplicaciones que pronto tuvo gran éxito, siendo usado incluso por los militares, de los cuales se convirtió en un importante suministrador durante la Segunda Guerra Mundial. Sin embargo, su invención más importante llegaría en tiempos de paz.
En enero de 1947 asombraría al mundo presentando ante la Sociedad Óptica Estadounidense la primera fotografía instantánea: una cámara que revelaba y positivaba la imagen en tan solo 60 segundos. Este invento se convertiría en el buque insignia de la empresa hasta la aparición de la fotografía digital.
En febrero de 2008 Polaroid anuncia el fin de la fabricación de película para sus cámaras, que dejó de fabricar en 2007. Actualmente la marca se encuentra en una fase de reposicionamiento en el mercado, buscando productos nuevos que fabricar aprovechando las sinergias con sus anteriores productos y realizando una transición al mercado digital. Uno de sus últimos proyectos es la Polaroid 300.
En 2016 Polaroid Corporation ha lanzado una aplicación para iPhone llamada Polaroid Swing. Esta permite crear videos cortos a partir de fotos que se pueden personalizar y se muestran en el formato clásico de Polaroid.

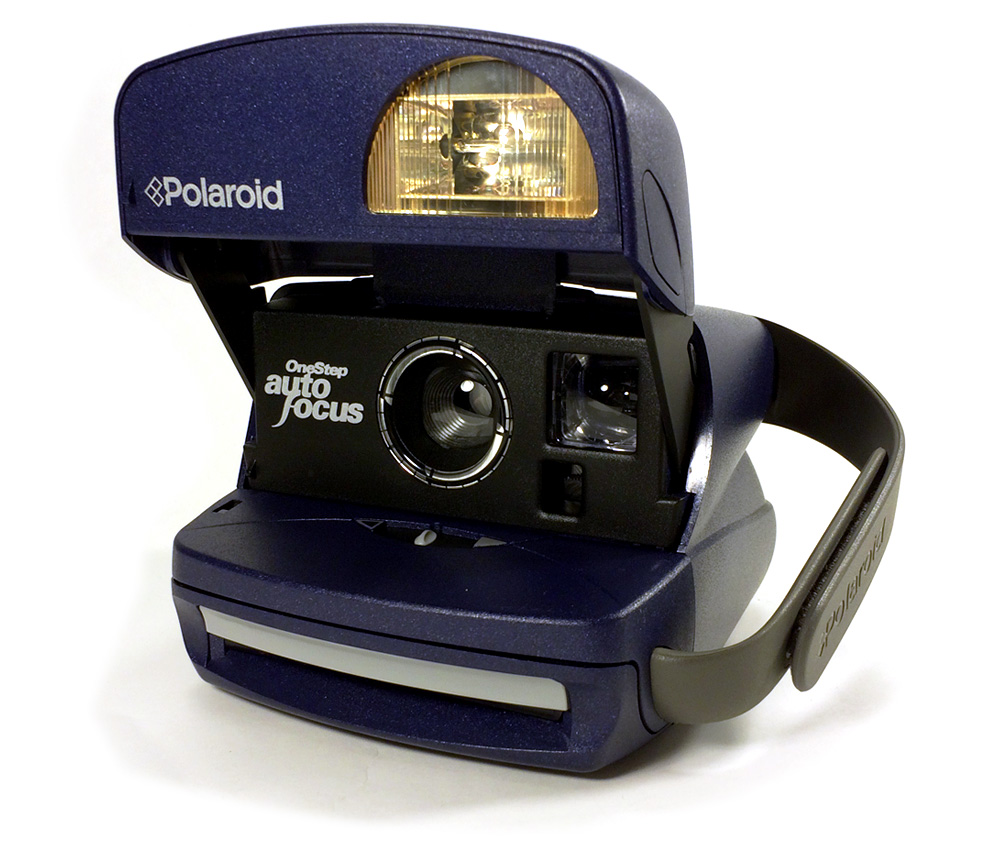
Polaroid OneStep Autofocus SE hecha en UK

En 2016 Polaroid Corporation se ha asociado con Cheerz, una aplicación que ofrece un servicio de impresión en línea y entrega a domicilio de las fotos tomadas con un teléfono inteligente en los diferentes formatos que ofrece la app.

## Productos
- Polaroid modelo 95 - la primera cámara instantánea.
- La primera película para Rayos X, la Polaroid tipo 1001.